# Albèrt Pestor
Albèrt Pestor (Manhac Borg, Llemosí, 1899 — Peirigús, 1968) va ser un poeta occità. Va formar part del grup Action Française, i fora d'ell va ser l'autor d'alguns reculls de versos en francès, però tingueren gaire ressò.
Les seves millors obres les aconseguí en llengua occitana, Lo Rebat sus l'autura (1926, L'autura enviblada (1930) i els Jòcs dau desei mai dau desaire (1934)